# Râul Popii, Seaca
Râul Popii este un curs de apă, afluent al râului Seaca. 